# Фарн-Сасан
Фарн-Сасан был последним царём Индо-парфянского царства, правившим регионом Сакастан примерно с 210 по 226 год. В литературных источниках он не упоминается, и он известен только по выпущенным им монетам. Он потерпел поражение в 226 году от сасанидского правителя Ардашира I (пр. 224–242), что ознаменовало конец индо-парфянского правления.

## Этимология
Основная часть имени «Сасан» была популярна в Индо-парфянском царстве. Этимология имени неясна; по мнению учёных Дэвида Нила Маккензи и В. А. Лившица, название происходит от древнеиранского *Sāsāna («побеждающий враг»). Это было имя местного зороастрийского божества, почитаемого в Индо-Парфии и Хорезме.

## Биография
Фарн-Сасан получил контроль над индо-парфянским престолом где-то в 210 году. Личность его предшественника неизвестна; это мог быть Пакор. Фарн-Сасан не упоминается ни в каких литературных источниках и известен только по его монетам, на которых есть надпись: «Фарн-Сасан, сын Адур-Сасана, внук Тирдата, сын внука Санабара, царя царей». Этой надписью Фарн-Сасан пытался узаконить своё правление, связав себя со своим прадедом Санабаром I, который был последним выдающимся индо-парфянским царём. Хотя титул царя царей ставится после имени Санабара I, Фарн-Сасан в действительности называет себя царём царей, что было традиционным титулом Ахеменидов и парфянских правителей.

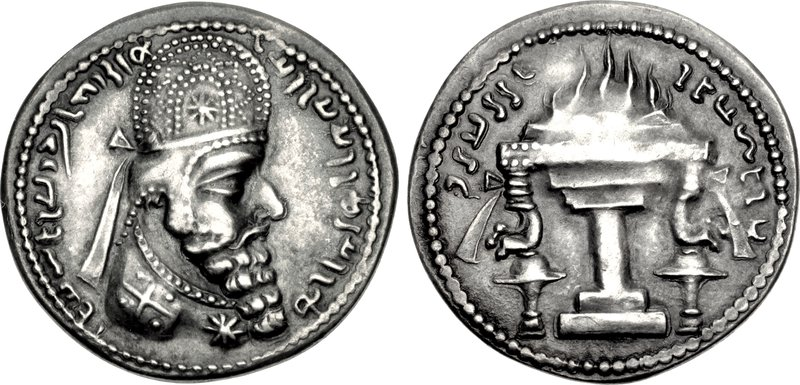
Монета сасанидского монарха Ардашира I (пр. 224—242 гг.), отчеканенная в Хамадане между 226—230 гг.

Известно, что ни Адур-Сасан, ни Тирдат не правили, что подразумевает, что Фарн-Сасан, по-видимому, был из младшей ветви династии. На аверсе его монет он изображён в головном уборе. На реверсе изображён жертвенник огня, вокруг которого располагалась надпись. Фарн-Сасан — единственный царь, который изображает огненный алтарь на монетах, происходящих из Сакастана. Примерно в то же время другой царь выпустил монеты с изображённым на нём подобным огненным жертвенником. Им был сасанидский правитель Ардашир I (пр. 224—242), который примерно в то же время расширял свои владения на восток. Неясно, скопировал ли Фарн-Сасан иконографию реверсивных монет Ардашира I или наоборот. Сходство чеканки Фарн-Сасана и сасанидского Ардашира I, включая общее имя Сасан — имя, популярное в Индо-парфянском царстве — предполагает, что Сасаниды и индо-парфяне, возможно, имели общее происхождение. Современные историки считают их соперниками и претендентами на титул царя царей. Иранолог Ходадад Резахани утверждает, что Фарн-Сасан был начальником Ардашира I, и что последний смог объявить себя царём царей только после того, как победил Фарн-Сасана в 226 г., что ознаменовало конец индо-парфянского правления.

## Заметки
1. ↑  До недавнего времени имя Фарн-Сасана неверно истолковывалось как «Ардамитра»[1][3].